# Baron McNair

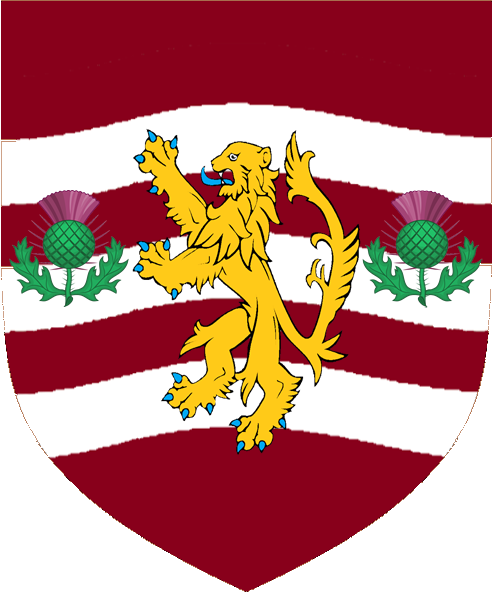
Wappen der Barone McNair

Baron McNair, of Gleniffer in the County of Renfrew, ist ein erblicher britischer Adelstitel in der Peerage of the United Kingdom.

## Verleihung
Der Titel wurde am 4. August 1955 an Sir Arnold McNair, einen bedeutenden Richter, verliehen. Dieser war von 1952 bis 1955 Präsident des Internationalen Gerichtshofs und von 1959 bis 1965 Präsident des Europäischen Gerichtshofs für Menschenrechte.
Heute hat sein Enkel als 3. Baron den Titel inne. Da dessen einziger Sohn, Hon. Thomas John McNair (* 1972), 18 Tage vor der Eheschließung des 3. Barons mit dessen Mutter geboren wurde, gilt nicht dieser, sondern der Bruder des 3. Barons als Titelerbe.

## Liste der Barone McNair (1955)
- Arnold Duncan McNair, 1. Baron McNair (1885–1975)
- Clement John McNair, 2. Baron McNair (1915–1989)
- Duncan James McNair, 3. Baron McNair (* 1947)

Voraussichtlicher Titelerbe (Heir Presumptive) ist der Bruder des aktuellen Titelinhabers, Hon. William Samuel Angus McNair (* 1958).